# Challengerdybet
Challengerdybet er det dybeste kendte punkt i verdenshavene med en dybde på næsten 11.000 m. Det ligger i Marianergraven øst for Filippinerne.
23. januar 1960 dykkede Jacques Piccard og Don Walsh som de første mennesker ned i Challenger Deep. De benyttede en specialbygget ubåd og nåede med den til bunden, hvilket de målte til 10.916 m. Siden er en japanskbygget ubemandet ubåd nået til bunden og målte dybden til 10.911 m, hvilket anses for det mest præcise mål til dato.
I 2009 nåede den ubemandede ubåd Nereus en dybde på 10.902 m.
I 2012 dykkede filminstruktøren James Cameron ned til en dybde på 10.898,4 m i ubåden Deepsea Challenger